# بتمن به جنگ دراکولا می‌رود
بتمن به جنگ دراکولا می‌رود (به انگلیسی: Batman Fights Dracula) فیلمی به کارگردانی لئودی ام. دیاز (Leody M. Diaz) است.